# Web Hypertext Application Technology Working Group
The Web Hypertext Application Technology Working Group (zkráceně WHATWG) je pracovní skupina snažící se o návrh nových technologií umožňujících autorům psát a nasazovat webové aplikace mnohem snadněji pomocí rozšíření existujících technologií. Na rozdíl od konsorcia World Wide Web Consortium (W3C), jejímž předsedou je Tim Berners-Lee, a která se snaží o nezávislost, je WHATWG více založena na příspěvcích konkrétních přispěvatelů jako jsou Google, Mozilla Foundation, Opera Software či Apple Computer.
Založení WHATWG bylo odpovědí na pomalý vývoj webových standardů pod křídly W3C. Řada členů WHATWG se však podílí též na standardech od W3C a samotná pracovní skupina se snaží připravit specifikace tak, aby je bylo možné schválit přímo W3C.

## Specifikace
Aktuálně (2007) jsou rozpracovány tři specifikace:
- Web Forms 2.0 – rozšíření stávajících webových formulářů.
- Web Applications 1.0 – často též nazýváno jako HTML 5
- Web Controls 1.0

## Převzetí práce pro HTML 5
7. března 2007 byla založena nová pracovní skupina „HTML Working Group“ u W3C, jejímž cílem je vytvořit novou verzi jazyka HTML. Po hlasování bylo v květnu 2007 rozhodnuto, že návrhy Web Applications 1.0 a Web Forms 2.0 se stanou základem práce na HTML 5. Funkcí jednoho ze dvou editorů byl navíc pověřen Ian Hickson, který je editorem WHATWG.